# Taložnice Virovitičke šećerane
Das europäische Vogelschutzgebiet Taložnice Virovitičke šećerane (deutsch: Absetzbecken der Zuckerfabrik Virovitica) liegt im Nordosten Kroatiens nördlich der Stadt Virovitica beim Stadtteil Brezik. Das etwa 24 Hektar große Vogelschutzgebiet umfasst die Absetzbecken der örtlichen Zuckerfabrik, die nur zwischen Spätsommer und Winter genutzt werden. Die Becken sind im Frühsommer mit einer entsprechend großen Plankton- und Insekten-Biomasse hoch produktiv. Das hat dazu geführt, dass sich dort die größte Brutpopulation des Stelzenläufers des kontinentalen Teils des Landes mit bis zu 23 Paaren angesiedelt hat, die etwa ein Viertel der kroatischen Gesamtpopulation ausmacht.
Das Gebiet wurde im Jahr 2013 als Vogelschutzgebiet gemeldet. Es handelt sich um das mit Abstand kleinste der 38 kroatischen Vogelschutzgebiete.

## Schutzzweck
Folgende Vogelarten sind für das Gebiet gemeldet; Arten, die im Anhang I der Vogelschutzrichtlinie geführt sind, sind mit * gekennzeichnet:
| Bild          | Anhang I | EU Code | Art           | wissenschaftlicher Name |
| ------------- | -------- | ------- | ------------- | ----------------------- |
| Neuntöter     | *        | A338    | Neuntöter     | Lanius collurio         |
| Stelzenläufer | *        | A131    | Stelzenläufer | Himantopus himantopus   |